# Колтунова, Юлия Николаевна
Юлия Николаевна Колтунова (родилась 4 мая 1989 в Волгограде) — российская спортсменка — прыгунья в воду. Серебряный призёр Олимпийских игр 2004 года. Член сборной России с 2002 года.

## Спортивная карьера
В паре с Натальей Гончаровой – серебряный призёр Олимпийских игр 2004 в синхронных прыжках с вышки с суммой 340.92 балла.
На  чемпионате Европы 2006 в Будапеште вместе с Натальей Гончаровой выиграла серебряную медаль, уступив немецкому дуэту Гамм/Субшински.
На Чемпионате мира 2009 в Риме выступили неудачно, заняв итоговое 11-е место.
На  чемпионате Европы 2010 в Будапеште в недавно введённой дисциплине, командных прыжках в воду, вместе с Ильёй Захаровым заняла второе место. Российский дуэт  уступил всего 1,8 балла победителям немцам Кристине Штойер и Саше Кляйну. В прыжках с 10-метровой вышки Юлия стала третьей. В финале Колтунова соперничала со своей украинской тезкой Юлией Прокопчук и немкой Кристиной Штойер. После пяти прыжков россиянка лидировала, но, выполняя прыжок высокой сложности,  не справилась со входом и получила строгие оценки судей, отправившие её на итоговое третье место. В синхронных прыжках с вышки Юлия со своей партнёршей не смогли попасть в число призёров, заняв 5-е место.
На чемпионате Европы в Турине Юлия Колтунова в паре с Дарьей Говор стали победительницами в синхронных прыжках в воду с 10-метровой вышки. Результат россиянок — 322,26 балла. "Серебро" завоевали немки Кристина Штойер и Нора Субшински /317,76/, "бронзу" — украинки Юлия Прокопчук и Алина Чапленко /315,24/.
На Олимпийских Играх 2012 г. квалифицировавшая в финал с 7-м результатом на 10-метровой вышке, спортсменка так оценила своё выступление: «Не получился у меня второй прыжок, но в целом все прошло хорошо, срывов не было, не упала. Оценила бы своё выступление как средненькое, но для этого этапа нормально. Тренер перед Олимпиадой сказала, чтобы я выступила как умею." В полуфинале 8 августа Юлия Колтунова с результатом 351,90 смогла занять только шестое место. В финале 9 августа прыгунья из России стала пятой (357,90), пропустив вперед австралийку Мелиссу Ву (358,10), Панделелу Панг из Малайзии (359,20), Бриттани Бробен (366,50), но выиграв у титулованной Паолы Эспиносы (356,20) и у своей давней соперницы немки Кристины Штойер (351,35). Титул Олимпийской чемпионки завоевала опытная китаянка Чэн Ролин, которая все свои прыжки выполнила почти идеально, в том числе продемонстрировав 3,5 сальто вперед со стойки на руках, что позволило ей получить большой отрыв от преследовательниц (422,30).

## Интервью
- Юлия Колтунова: «В Европе у меня самые сложные прыжки»

## Награды и звания
- Медаль ордена "За заслуги перед Отечеством" II степени — За большой вклад в развитие физической культуры и спорта и высокие спортивные достижения  (2006)[7]
- Заслуженный мастер спорта России
- Почётная грамота Президента Российской Федерации (19 июля 2013 года) — за высокие спортивные достижения на XXVII Всемирной летней универсиаде 2013 года в городе Казани[8]